# Oposició (escacs)
En escacs, l'oposició (o oposició directa) és la situació que es produeix quan els dos reis es troben cara a cara en una fila o columna, amb només una casella entre ells. En aquesta situació, el jugador que no té el torn es diu que "té l'oposició" (Flear 2004:12). És un tipus especial de zugzwang i ocorre principalment als finals amb només reis i peons (Flear 2000:36). El bàndol que té el torn es veu obligat a moure el seu rei, cosa que potencialment permet que el rei rival accedeixi a caselles importants. Prendre l'oposició s'ha de fer amb sentit (normalment forçant el rei rival a moure's a una posició pitjor), i no és sempre la millor opció.
Hi ha varietats de l'oposició directa, com ara l'oposició diagonal i l'oposició distant, que poden usar-se per arribar a l'oposició directa. Hom es pot referir a totes tres simplement com a oposició si el tipus concret d'oposició no és ambigu en funció del context.
|  |

## Oposició directa
|   | a                                                 | b                                                 | c                                                 | d                                                 | e                                                 | f                                                 | g                                                 | h                                                 |   |
| 8 | b7 negres rei · b5 blanques rei · b4 blanques peó | b7 negres rei · b5 blanques rei · b4 blanques peó | b7 negres rei · b5 blanques rei · b4 blanques peó | b7 negres rei · b5 blanques rei · b4 blanques peó | b7 negres rei · b5 blanques rei · b4 blanques peó | b7 negres rei · b5 blanques rei · b4 blanques peó | b7 negres rei · b5 blanques rei · b4 blanques peó | b7 negres rei · b5 blanques rei · b4 blanques peó | 8 |
| 7 | b7 negres rei · b5 blanques rei · b4 blanques peó | b7 negres rei · b5 blanques rei · b4 blanques peó | b7 negres rei · b5 blanques rei · b4 blanques peó | b7 negres rei · b5 blanques rei · b4 blanques peó | b7 negres rei · b5 blanques rei · b4 blanques peó | b7 negres rei · b5 blanques rei · b4 blanques peó | b7 negres rei · b5 blanques rei · b4 blanques peó | b7 negres rei · b5 blanques rei · b4 blanques peó | 7 |
| 6 | b7 negres rei · b5 blanques rei · b4 blanques peó | b7 negres rei · b5 blanques rei · b4 blanques peó | b7 negres rei · b5 blanques rei · b4 blanques peó | b7 negres rei · b5 blanques rei · b4 blanques peó | b7 negres rei · b5 blanques rei · b4 blanques peó | b7 negres rei · b5 blanques rei · b4 blanques peó | b7 negres rei · b5 blanques rei · b4 blanques peó | b7 negres rei · b5 blanques rei · b4 blanques peó | 6 |
| 5 | b7 negres rei · b5 blanques rei · b4 blanques peó | b7 negres rei · b5 blanques rei · b4 blanques peó | b7 negres rei · b5 blanques rei · b4 blanques peó | b7 negres rei · b5 blanques rei · b4 blanques peó | b7 negres rei · b5 blanques rei · b4 blanques peó | b7 negres rei · b5 blanques rei · b4 blanques peó | b7 negres rei · b5 blanques rei · b4 blanques peó | b7 negres rei · b5 blanques rei · b4 blanques peó | 5 |
| 4 | b7 negres rei · b5 blanques rei · b4 blanques peó | b7 negres rei · b5 blanques rei · b4 blanques peó | b7 negres rei · b5 blanques rei · b4 blanques peó | b7 negres rei · b5 blanques rei · b4 blanques peó | b7 negres rei · b5 blanques rei · b4 blanques peó | b7 negres rei · b5 blanques rei · b4 blanques peó | b7 negres rei · b5 blanques rei · b4 blanques peó | b7 negres rei · b5 blanques rei · b4 blanques peó | 4 |
| 3 | b7 negres rei · b5 blanques rei · b4 blanques peó | b7 negres rei · b5 blanques rei · b4 blanques peó | b7 negres rei · b5 blanques rei · b4 blanques peó | b7 negres rei · b5 blanques rei · b4 blanques peó | b7 negres rei · b5 blanques rei · b4 blanques peó | b7 negres rei · b5 blanques rei · b4 blanques peó | b7 negres rei · b5 blanques rei · b4 blanques peó | b7 negres rei · b5 blanques rei · b4 blanques peó | 3 |
| 2 | b7 negres rei · b5 blanques rei · b4 blanques peó | b7 negres rei · b5 blanques rei · b4 blanques peó | b7 negres rei · b5 blanques rei · b4 blanques peó | b7 negres rei · b5 blanques rei · b4 blanques peó | b7 negres rei · b5 blanques rei · b4 blanques peó | b7 negres rei · b5 blanques rei · b4 blanques peó | b7 negres rei · b5 blanques rei · b4 blanques peó | b7 negres rei · b5 blanques rei · b4 blanques peó | 2 |
| 1 | b7 negres rei · b5 blanques rei · b4 blanques peó | b7 negres rei · b5 blanques rei · b4 blanques peó | b7 negres rei · b5 blanques rei · b4 blanques peó | b7 negres rei · b5 blanques rei · b4 blanques peó | b7 negres rei · b5 blanques rei · b4 blanques peó | b7 negres rei · b5 blanques rei · b4 blanques peó | b7 negres rei · b5 blanques rei · b4 blanques peó | b7 negres rei · b5 blanques rei · b4 blanques peó | 1 |
|   | a                                                 | b                                                 | c                                                 | d                                                 | e                                                 | f                                                 | g                                                 | h                                                 |   |

L'oposició directa ocorre quan els dos reis s'acaren al llarg d'una fila o columna amb només una casella enmig. Quan hom empra el terme oposició, normalment es refereix a l'oposició directa.
En aquest diagrama, el jugador que no té el torn té l'oposició. Si és el torn de les negres, les blanques tenen l'oposició i guanyen (Flear 2004:23). (Vegeu final de rei i peó contra rei.) Si fos el torn de les blanques, les negres tindrien l'oposició i obtindrien taules.

### Exemple
|   | a | b | c | d | e | f | g | h |   |
| 8 | c8 negres rei · a6 black circle · b6 black circle · c6 black circle · b4 blanques peó · c4 blanques rei | c8 negres rei · a6 black circle · b6 black circle · c6 black circle · b4 blanques peó · c4 blanques rei | c8 negres rei · a6 black circle · b6 black circle · c6 black circle · b4 blanques peó · c4 blanques rei | c8 negres rei · a6 black circle · b6 black circle · c6 black circle · b4 blanques peó · c4 blanques rei | c8 negres rei · a6 black circle · b6 black circle · c6 black circle · b4 blanques peó · c4 blanques rei | c8 negres rei · a6 black circle · b6 black circle · c6 black circle · b4 blanques peó · c4 blanques rei | c8 negres rei · a6 black circle · b6 black circle · c6 black circle · b4 blanques peó · c4 blanques rei | c8 negres rei · a6 black circle · b6 black circle · c6 black circle · b4 blanques peó · c4 blanques rei | 8 |
| 7 | c8 negres rei · a6 black circle · b6 black circle · c6 black circle · b4 blanques peó · c4 blanques rei | c8 negres rei · a6 black circle · b6 black circle · c6 black circle · b4 blanques peó · c4 blanques rei | c8 negres rei · a6 black circle · b6 black circle · c6 black circle · b4 blanques peó · c4 blanques rei | c8 negres rei · a6 black circle · b6 black circle · c6 black circle · b4 blanques peó · c4 blanques rei | c8 negres rei · a6 black circle · b6 black circle · c6 black circle · b4 blanques peó · c4 blanques rei | c8 negres rei · a6 black circle · b6 black circle · c6 black circle · b4 blanques peó · c4 blanques rei | c8 negres rei · a6 black circle · b6 black circle · c6 black circle · b4 blanques peó · c4 blanques rei | c8 negres rei · a6 black circle · b6 black circle · c6 black circle · b4 blanques peó · c4 blanques rei | 7 |
| 6 | c8 negres rei · a6 black circle · b6 black circle · c6 black circle · b4 blanques peó · c4 blanques rei | c8 negres rei · a6 black circle · b6 black circle · c6 black circle · b4 blanques peó · c4 blanques rei | c8 negres rei · a6 black circle · b6 black circle · c6 black circle · b4 blanques peó · c4 blanques rei | c8 negres rei · a6 black circle · b6 black circle · c6 black circle · b4 blanques peó · c4 blanques rei | c8 negres rei · a6 black circle · b6 black circle · c6 black circle · b4 blanques peó · c4 blanques rei | c8 negres rei · a6 black circle · b6 black circle · c6 black circle · b4 blanques peó · c4 blanques rei | c8 negres rei · a6 black circle · b6 black circle · c6 black circle · b4 blanques peó · c4 blanques rei | c8 negres rei · a6 black circle · b6 black circle · c6 black circle · b4 blanques peó · c4 blanques rei | 6 |
| 5 | c8 negres rei · a6 black circle · b6 black circle · c6 black circle · b4 blanques peó · c4 blanques rei | c8 negres rei · a6 black circle · b6 black circle · c6 black circle · b4 blanques peó · c4 blanques rei | c8 negres rei · a6 black circle · b6 black circle · c6 black circle · b4 blanques peó · c4 blanques rei | c8 negres rei · a6 black circle · b6 black circle · c6 black circle · b4 blanques peó · c4 blanques rei | c8 negres rei · a6 black circle · b6 black circle · c6 black circle · b4 blanques peó · c4 blanques rei | c8 negres rei · a6 black circle · b6 black circle · c6 black circle · b4 blanques peó · c4 blanques rei | c8 negres rei · a6 black circle · b6 black circle · c6 black circle · b4 blanques peó · c4 blanques rei | c8 negres rei · a6 black circle · b6 black circle · c6 black circle · b4 blanques peó · c4 blanques rei | 5 |
| 4 | c8 negres rei · a6 black circle · b6 black circle · c6 black circle · b4 blanques peó · c4 blanques rei | c8 negres rei · a6 black circle · b6 black circle · c6 black circle · b4 blanques peó · c4 blanques rei | c8 negres rei · a6 black circle · b6 black circle · c6 black circle · b4 blanques peó · c4 blanques rei | c8 negres rei · a6 black circle · b6 black circle · c6 black circle · b4 blanques peó · c4 blanques rei | c8 negres rei · a6 black circle · b6 black circle · c6 black circle · b4 blanques peó · c4 blanques rei | c8 negres rei · a6 black circle · b6 black circle · c6 black circle · b4 blanques peó · c4 blanques rei | c8 negres rei · a6 black circle · b6 black circle · c6 black circle · b4 blanques peó · c4 blanques rei | c8 negres rei · a6 black circle · b6 black circle · c6 black circle · b4 blanques peó · c4 blanques rei | 4 |
| 3 | c8 negres rei · a6 black circle · b6 black circle · c6 black circle · b4 blanques peó · c4 blanques rei | c8 negres rei · a6 black circle · b6 black circle · c6 black circle · b4 blanques peó · c4 blanques rei | c8 negres rei · a6 black circle · b6 black circle · c6 black circle · b4 blanques peó · c4 blanques rei | c8 negres rei · a6 black circle · b6 black circle · c6 black circle · b4 blanques peó · c4 blanques rei | c8 negres rei · a6 black circle · b6 black circle · c6 black circle · b4 blanques peó · c4 blanques rei | c8 negres rei · a6 black circle · b6 black circle · c6 black circle · b4 blanques peó · c4 blanques rei | c8 negres rei · a6 black circle · b6 black circle · c6 black circle · b4 blanques peó · c4 blanques rei | c8 negres rei · a6 black circle · b6 black circle · c6 black circle · b4 blanques peó · c4 blanques rei | 3 |
| 2 | c8 negres rei · a6 black circle · b6 black circle · c6 black circle · b4 blanques peó · c4 blanques rei | c8 negres rei · a6 black circle · b6 black circle · c6 black circle · b4 blanques peó · c4 blanques rei | c8 negres rei · a6 black circle · b6 black circle · c6 black circle · b4 blanques peó · c4 blanques rei | c8 negres rei · a6 black circle · b6 black circle · c6 black circle · b4 blanques peó · c4 blanques rei | c8 negres rei · a6 black circle · b6 black circle · c6 black circle · b4 blanques peó · c4 blanques rei | c8 negres rei · a6 black circle · b6 black circle · c6 black circle · b4 blanques peó · c4 blanques rei | c8 negres rei · a6 black circle · b6 black circle · c6 black circle · b4 blanques peó · c4 blanques rei | c8 negres rei · a6 black circle · b6 black circle · c6 black circle · b4 blanques peó · c4 blanques rei | 2 |
| 1 | c8 negres rei · a6 black circle · b6 black circle · c6 black circle · b4 blanques peó · c4 blanques rei | c8 negres rei · a6 black circle · b6 black circle · c6 black circle · b4 blanques peó · c4 blanques rei | c8 negres rei · a6 black circle · b6 black circle · c6 black circle · b4 blanques peó · c4 blanques rei | c8 negres rei · a6 black circle · b6 black circle · c6 black circle · b4 blanques peó · c4 blanques rei | c8 negres rei · a6 black circle · b6 black circle · c6 black circle · b4 blanques peó · c4 blanques rei | c8 negres rei · a6 black circle · b6 black circle · c6 black circle · b4 blanques peó · c4 blanques rei | c8 negres rei · a6 black circle · b6 black circle · c6 black circle · b4 blanques peó · c4 blanques rei | c8 negres rei · a6 black circle · b6 black circle · c6 black circle · b4 blanques peó · c4 blanques rei | 1 |
|   | a | b | c | d | e | f | g | h |   |

A la partida de 1959 entre Svetozar Gligorić i Bobby Fischer, les negres poden fer taules tot evitant que el rei blanc assoleixi qualsevol de les caselles clau (marcades amb punts). Això s'aconsegueix no permetent que les blanques prenguin l'oposició, i prenent l'oposició si el rei blanc avança.
57... Rb8!
Aquesta jugada d'espera és l'única que fa taules. (A la partida real els jugadors feren taules en aquest moment). Altres moviments permetrien que el blanc prengués l'oposició i assolís una casella clau. Si el rei blanc assoleix una casella clau, guanya. Per exemple 1... Rb7? 2. Rb5, llavors el rei negre mou i el rei blanc arriba a una casella clau, i guanya tot forçant la promoció del peó.
58. Rc5 Rc7
59. Rb5 Rb7
60. Ra5 Ra7 i les negres entaulen. En aquesta seqüència, qualssevol altres moviments del negre perden (Müller & Lamprecht 2007:20), (Fischer 2008:86).

## Oposició diagonal
|   | a                                                                                   | b                                                                                   | c                                                                                   | d                                                                                   | e                                                                                   | f                                                                                   | g                                                                                   | h                                                                                   |   |
| 8 | e7 negres rei · g7 negres peó · g6 blanques peó · e5 blanques rei · f5 blanques peó | e7 negres rei · g7 negres peó · g6 blanques peó · e5 blanques rei · f5 blanques peó | e7 negres rei · g7 negres peó · g6 blanques peó · e5 blanques rei · f5 blanques peó | e7 negres rei · g7 negres peó · g6 blanques peó · e5 blanques rei · f5 blanques peó | e7 negres rei · g7 negres peó · g6 blanques peó · e5 blanques rei · f5 blanques peó | e7 negres rei · g7 negres peó · g6 blanques peó · e5 blanques rei · f5 blanques peó | e7 negres rei · g7 negres peó · g6 blanques peó · e5 blanques rei · f5 blanques peó | e7 negres rei · g7 negres peó · g6 blanques peó · e5 blanques rei · f5 blanques peó | 8 |
| 7 | e7 negres rei · g7 negres peó · g6 blanques peó · e5 blanques rei · f5 blanques peó | e7 negres rei · g7 negres peó · g6 blanques peó · e5 blanques rei · f5 blanques peó | e7 negres rei · g7 negres peó · g6 blanques peó · e5 blanques rei · f5 blanques peó | e7 negres rei · g7 negres peó · g6 blanques peó · e5 blanques rei · f5 blanques peó | e7 negres rei · g7 negres peó · g6 blanques peó · e5 blanques rei · f5 blanques peó | e7 negres rei · g7 negres peó · g6 blanques peó · e5 blanques rei · f5 blanques peó | e7 negres rei · g7 negres peó · g6 blanques peó · e5 blanques rei · f5 blanques peó | e7 negres rei · g7 negres peó · g6 blanques peó · e5 blanques rei · f5 blanques peó | 7 |
| 6 | e7 negres rei · g7 negres peó · g6 blanques peó · e5 blanques rei · f5 blanques peó | e7 negres rei · g7 negres peó · g6 blanques peó · e5 blanques rei · f5 blanques peó | e7 negres rei · g7 negres peó · g6 blanques peó · e5 blanques rei · f5 blanques peó | e7 negres rei · g7 negres peó · g6 blanques peó · e5 blanques rei · f5 blanques peó | e7 negres rei · g7 negres peó · g6 blanques peó · e5 blanques rei · f5 blanques peó | e7 negres rei · g7 negres peó · g6 blanques peó · e5 blanques rei · f5 blanques peó | e7 negres rei · g7 negres peó · g6 blanques peó · e5 blanques rei · f5 blanques peó | e7 negres rei · g7 negres peó · g6 blanques peó · e5 blanques rei · f5 blanques peó | 6 |
| 5 | e7 negres rei · g7 negres peó · g6 blanques peó · e5 blanques rei · f5 blanques peó | e7 negres rei · g7 negres peó · g6 blanques peó · e5 blanques rei · f5 blanques peó | e7 negres rei · g7 negres peó · g6 blanques peó · e5 blanques rei · f5 blanques peó | e7 negres rei · g7 negres peó · g6 blanques peó · e5 blanques rei · f5 blanques peó | e7 negres rei · g7 negres peó · g6 blanques peó · e5 blanques rei · f5 blanques peó | e7 negres rei · g7 negres peó · g6 blanques peó · e5 blanques rei · f5 blanques peó | e7 negres rei · g7 negres peó · g6 blanques peó · e5 blanques rei · f5 blanques peó | e7 negres rei · g7 negres peó · g6 blanques peó · e5 blanques rei · f5 blanques peó | 5 |
| 4 | e7 negres rei · g7 negres peó · g6 blanques peó · e5 blanques rei · f5 blanques peó | e7 negres rei · g7 negres peó · g6 blanques peó · e5 blanques rei · f5 blanques peó | e7 negres rei · g7 negres peó · g6 blanques peó · e5 blanques rei · f5 blanques peó | e7 negres rei · g7 negres peó · g6 blanques peó · e5 blanques rei · f5 blanques peó | e7 negres rei · g7 negres peó · g6 blanques peó · e5 blanques rei · f5 blanques peó | e7 negres rei · g7 negres peó · g6 blanques peó · e5 blanques rei · f5 blanques peó | e7 negres rei · g7 negres peó · g6 blanques peó · e5 blanques rei · f5 blanques peó | e7 negres rei · g7 negres peó · g6 blanques peó · e5 blanques rei · f5 blanques peó | 4 |
| 3 | e7 negres rei · g7 negres peó · g6 blanques peó · e5 blanques rei · f5 blanques peó | e7 negres rei · g7 negres peó · g6 blanques peó · e5 blanques rei · f5 blanques peó | e7 negres rei · g7 negres peó · g6 blanques peó · e5 blanques rei · f5 blanques peó | e7 negres rei · g7 negres peó · g6 blanques peó · e5 blanques rei · f5 blanques peó | e7 negres rei · g7 negres peó · g6 blanques peó · e5 blanques rei · f5 blanques peó | e7 negres rei · g7 negres peó · g6 blanques peó · e5 blanques rei · f5 blanques peó | e7 negres rei · g7 negres peó · g6 blanques peó · e5 blanques rei · f5 blanques peó | e7 negres rei · g7 negres peó · g6 blanques peó · e5 blanques rei · f5 blanques peó | 3 |
| 2 | e7 negres rei · g7 negres peó · g6 blanques peó · e5 blanques rei · f5 blanques peó | e7 negres rei · g7 negres peó · g6 blanques peó · e5 blanques rei · f5 blanques peó | e7 negres rei · g7 negres peó · g6 blanques peó · e5 blanques rei · f5 blanques peó | e7 negres rei · g7 negres peó · g6 blanques peó · e5 blanques rei · f5 blanques peó | e7 negres rei · g7 negres peó · g6 blanques peó · e5 blanques rei · f5 blanques peó | e7 negres rei · g7 negres peó · g6 blanques peó · e5 blanques rei · f5 blanques peó | e7 negres rei · g7 negres peó · g6 blanques peó · e5 blanques rei · f5 blanques peó | e7 negres rei · g7 negres peó · g6 blanques peó · e5 blanques rei · f5 blanques peó | 2 |
| 1 | e7 negres rei · g7 negres peó · g6 blanques peó · e5 blanques rei · f5 blanques peó | e7 negres rei · g7 negres peó · g6 blanques peó · e5 blanques rei · f5 blanques peó | e7 negres rei · g7 negres peó · g6 blanques peó · e5 blanques rei · f5 blanques peó | e7 negres rei · g7 negres peó · g6 blanques peó · e5 blanques rei · f5 blanques peó | e7 negres rei · g7 negres peó · g6 blanques peó · e5 blanques rei · f5 blanques peó | e7 negres rei · g7 negres peó · g6 blanques peó · e5 blanques rei · f5 blanques peó | e7 negres rei · g7 negres peó · g6 blanques peó · e5 blanques rei · f5 blanques peó | e7 negres rei · g7 negres peó · g6 blanques peó · e5 blanques rei · f5 blanques peó | 1 |
|   | a                                                                                   | b                                                                                   | c                                                                                   | d                                                                                   | e                                                                                   | f                                                                                   | g                                                                                   | h                                                                                   |   |

|   | a                                                                                   | b                                                                                   | c                                                                                   | d                                                                                   | e                                                                                   | f                                                                                   | g                                                                                   | h                                                                                   |   |
| 8 | f8 negres rei · g7 negres peó · d6 blanques rei · g6 blanques peó · f5 blanques peó | f8 negres rei · g7 negres peó · d6 blanques rei · g6 blanques peó · f5 blanques peó | f8 negres rei · g7 negres peó · d6 blanques rei · g6 blanques peó · f5 blanques peó | f8 negres rei · g7 negres peó · d6 blanques rei · g6 blanques peó · f5 blanques peó | f8 negres rei · g7 negres peó · d6 blanques rei · g6 blanques peó · f5 blanques peó | f8 negres rei · g7 negres peó · d6 blanques rei · g6 blanques peó · f5 blanques peó | f8 negres rei · g7 negres peó · d6 blanques rei · g6 blanques peó · f5 blanques peó | f8 negres rei · g7 negres peó · d6 blanques rei · g6 blanques peó · f5 blanques peó | 8 |
| 7 | f8 negres rei · g7 negres peó · d6 blanques rei · g6 blanques peó · f5 blanques peó | f8 negres rei · g7 negres peó · d6 blanques rei · g6 blanques peó · f5 blanques peó | f8 negres rei · g7 negres peó · d6 blanques rei · g6 blanques peó · f5 blanques peó | f8 negres rei · g7 negres peó · d6 blanques rei · g6 blanques peó · f5 blanques peó | f8 negres rei · g7 negres peó · d6 blanques rei · g6 blanques peó · f5 blanques peó | f8 negres rei · g7 negres peó · d6 blanques rei · g6 blanques peó · f5 blanques peó | f8 negres rei · g7 negres peó · d6 blanques rei · g6 blanques peó · f5 blanques peó | f8 negres rei · g7 negres peó · d6 blanques rei · g6 blanques peó · f5 blanques peó | 7 |
| 6 | f8 negres rei · g7 negres peó · d6 blanques rei · g6 blanques peó · f5 blanques peó | f8 negres rei · g7 negres peó · d6 blanques rei · g6 blanques peó · f5 blanques peó | f8 negres rei · g7 negres peó · d6 blanques rei · g6 blanques peó · f5 blanques peó | f8 negres rei · g7 negres peó · d6 blanques rei · g6 blanques peó · f5 blanques peó | f8 negres rei · g7 negres peó · d6 blanques rei · g6 blanques peó · f5 blanques peó | f8 negres rei · g7 negres peó · d6 blanques rei · g6 blanques peó · f5 blanques peó | f8 negres rei · g7 negres peó · d6 blanques rei · g6 blanques peó · f5 blanques peó | f8 negres rei · g7 negres peó · d6 blanques rei · g6 blanques peó · f5 blanques peó | 6 |
| 5 | f8 negres rei · g7 negres peó · d6 blanques rei · g6 blanques peó · f5 blanques peó | f8 negres rei · g7 negres peó · d6 blanques rei · g6 blanques peó · f5 blanques peó | f8 negres rei · g7 negres peó · d6 blanques rei · g6 blanques peó · f5 blanques peó | f8 negres rei · g7 negres peó · d6 blanques rei · g6 blanques peó · f5 blanques peó | f8 negres rei · g7 negres peó · d6 blanques rei · g6 blanques peó · f5 blanques peó | f8 negres rei · g7 negres peó · d6 blanques rei · g6 blanques peó · f5 blanques peó | f8 negres rei · g7 negres peó · d6 blanques rei · g6 blanques peó · f5 blanques peó | f8 negres rei · g7 negres peó · d6 blanques rei · g6 blanques peó · f5 blanques peó | 5 |
| 4 | f8 negres rei · g7 negres peó · d6 blanques rei · g6 blanques peó · f5 blanques peó | f8 negres rei · g7 negres peó · d6 blanques rei · g6 blanques peó · f5 blanques peó | f8 negres rei · g7 negres peó · d6 blanques rei · g6 blanques peó · f5 blanques peó | f8 negres rei · g7 negres peó · d6 blanques rei · g6 blanques peó · f5 blanques peó | f8 negres rei · g7 negres peó · d6 blanques rei · g6 blanques peó · f5 blanques peó | f8 negres rei · g7 negres peó · d6 blanques rei · g6 blanques peó · f5 blanques peó | f8 negres rei · g7 negres peó · d6 blanques rei · g6 blanques peó · f5 blanques peó | f8 negres rei · g7 negres peó · d6 blanques rei · g6 blanques peó · f5 blanques peó | 4 |
| 3 | f8 negres rei · g7 negres peó · d6 blanques rei · g6 blanques peó · f5 blanques peó | f8 negres rei · g7 negres peó · d6 blanques rei · g6 blanques peó · f5 blanques peó | f8 negres rei · g7 negres peó · d6 blanques rei · g6 blanques peó · f5 blanques peó | f8 negres rei · g7 negres peó · d6 blanques rei · g6 blanques peó · f5 blanques peó | f8 negres rei · g7 negres peó · d6 blanques rei · g6 blanques peó · f5 blanques peó | f8 negres rei · g7 negres peó · d6 blanques rei · g6 blanques peó · f5 blanques peó | f8 negres rei · g7 negres peó · d6 blanques rei · g6 blanques peó · f5 blanques peó | f8 negres rei · g7 negres peó · d6 blanques rei · g6 blanques peó · f5 blanques peó | 3 |
| 2 | f8 negres rei · g7 negres peó · d6 blanques rei · g6 blanques peó · f5 blanques peó | f8 negres rei · g7 negres peó · d6 blanques rei · g6 blanques peó · f5 blanques peó | f8 negres rei · g7 negres peó · d6 blanques rei · g6 blanques peó · f5 blanques peó | f8 negres rei · g7 negres peó · d6 blanques rei · g6 blanques peó · f5 blanques peó | f8 negres rei · g7 negres peó · d6 blanques rei · g6 blanques peó · f5 blanques peó | f8 negres rei · g7 negres peó · d6 blanques rei · g6 blanques peó · f5 blanques peó | f8 negres rei · g7 negres peó · d6 blanques rei · g6 blanques peó · f5 blanques peó | f8 negres rei · g7 negres peó · d6 blanques rei · g6 blanques peó · f5 blanques peó | 2 |
| 1 | f8 negres rei · g7 negres peó · d6 blanques rei · g6 blanques peó · f5 blanques peó | f8 negres rei · g7 negres peó · d6 blanques rei · g6 blanques peó · f5 blanques peó | f8 negres rei · g7 negres peó · d6 blanques rei · g6 blanques peó · f5 blanques peó | f8 negres rei · g7 negres peó · d6 blanques rei · g6 blanques peó · f5 blanques peó | f8 negres rei · g7 negres peó · d6 blanques rei · g6 blanques peó · f5 blanques peó | f8 negres rei · g7 negres peó · d6 blanques rei · g6 blanques peó · f5 blanques peó | f8 negres rei · g7 negres peó · d6 blanques rei · g6 blanques peó · f5 blanques peó | f8 negres rei · g7 negres peó · d6 blanques rei · g6 blanques peó · f5 blanques peó | 1 |
|   | a                                                                                   | b                                                                                   | c                                                                                   | d                                                                                   | e                                                                                   | f                                                                                   | g                                                                                   | h                                                                                   |   |

L'oposició al llarg d'una diagonal (en lloc de l'oposició en una fila o columna) s'anomena oposició diagonal. De vegades l'oposició diagonal s'usa per assolir l'oposició directa. Un exemple és la posició del diagrama de l'esquerra, en què les negres mouen. Les blanques tenen l'oposició directa en aquesta posició, però això no els permet guanyar perquè el seu rei no pot atacar el peó negre. Les blanques necessiten arribar a assolir l'oposició directa més a prop del peó.
1. ... Rf8
2. Rd6 i les blanques tenen l'oposició diagonal (diagrama de la dreta).
2. ... Re8
3. Re6 Ara les blanques tenen l'oposició directa en una casella útil, i guanyen:
3. ... Rf8
4. Rd7 Rg8
5. Re7 Rh8
6. f6 gxf6
7. Rf7 o 7. Rxf6 guanya per les blanques (Flear 2004:33).

## Oposició distant
|   | a | b | c | d | e | f | g | h |   |
| 8 | e8 negres rei · b5 negres peó · h5 negres peó · b4 blanques peó · h4 blanques peó · e2 black cross · e1 blanques rei | e8 negres rei · b5 negres peó · h5 negres peó · b4 blanques peó · h4 blanques peó · e2 black cross · e1 blanques rei | e8 negres rei · b5 negres peó · h5 negres peó · b4 blanques peó · h4 blanques peó · e2 black cross · e1 blanques rei | e8 negres rei · b5 negres peó · h5 negres peó · b4 blanques peó · h4 blanques peó · e2 black cross · e1 blanques rei | e8 negres rei · b5 negres peó · h5 negres peó · b4 blanques peó · h4 blanques peó · e2 black cross · e1 blanques rei | e8 negres rei · b5 negres peó · h5 negres peó · b4 blanques peó · h4 blanques peó · e2 black cross · e1 blanques rei | e8 negres rei · b5 negres peó · h5 negres peó · b4 blanques peó · h4 blanques peó · e2 black cross · e1 blanques rei | e8 negres rei · b5 negres peó · h5 negres peó · b4 blanques peó · h4 blanques peó · e2 black cross · e1 blanques rei | 8 |
| 7 | e8 negres rei · b5 negres peó · h5 negres peó · b4 blanques peó · h4 blanques peó · e2 black cross · e1 blanques rei | e8 negres rei · b5 negres peó · h5 negres peó · b4 blanques peó · h4 blanques peó · e2 black cross · e1 blanques rei | e8 negres rei · b5 negres peó · h5 negres peó · b4 blanques peó · h4 blanques peó · e2 black cross · e1 blanques rei | e8 negres rei · b5 negres peó · h5 negres peó · b4 blanques peó · h4 blanques peó · e2 black cross · e1 blanques rei | e8 negres rei · b5 negres peó · h5 negres peó · b4 blanques peó · h4 blanques peó · e2 black cross · e1 blanques rei | e8 negres rei · b5 negres peó · h5 negres peó · b4 blanques peó · h4 blanques peó · e2 black cross · e1 blanques rei | e8 negres rei · b5 negres peó · h5 negres peó · b4 blanques peó · h4 blanques peó · e2 black cross · e1 blanques rei | e8 negres rei · b5 negres peó · h5 negres peó · b4 blanques peó · h4 blanques peó · e2 black cross · e1 blanques rei | 7 |
| 6 | e8 negres rei · b5 negres peó · h5 negres peó · b4 blanques peó · h4 blanques peó · e2 black cross · e1 blanques rei | e8 negres rei · b5 negres peó · h5 negres peó · b4 blanques peó · h4 blanques peó · e2 black cross · e1 blanques rei | e8 negres rei · b5 negres peó · h5 negres peó · b4 blanques peó · h4 blanques peó · e2 black cross · e1 blanques rei | e8 negres rei · b5 negres peó · h5 negres peó · b4 blanques peó · h4 blanques peó · e2 black cross · e1 blanques rei | e8 negres rei · b5 negres peó · h5 negres peó · b4 blanques peó · h4 blanques peó · e2 black cross · e1 blanques rei | e8 negres rei · b5 negres peó · h5 negres peó · b4 blanques peó · h4 blanques peó · e2 black cross · e1 blanques rei | e8 negres rei · b5 negres peó · h5 negres peó · b4 blanques peó · h4 blanques peó · e2 black cross · e1 blanques rei | e8 negres rei · b5 negres peó · h5 negres peó · b4 blanques peó · h4 blanques peó · e2 black cross · e1 blanques rei | 6 |
| 5 | e8 negres rei · b5 negres peó · h5 negres peó · b4 blanques peó · h4 blanques peó · e2 black cross · e1 blanques rei | e8 negres rei · b5 negres peó · h5 negres peó · b4 blanques peó · h4 blanques peó · e2 black cross · e1 blanques rei | e8 negres rei · b5 negres peó · h5 negres peó · b4 blanques peó · h4 blanques peó · e2 black cross · e1 blanques rei | e8 negres rei · b5 negres peó · h5 negres peó · b4 blanques peó · h4 blanques peó · e2 black cross · e1 blanques rei | e8 negres rei · b5 negres peó · h5 negres peó · b4 blanques peó · h4 blanques peó · e2 black cross · e1 blanques rei | e8 negres rei · b5 negres peó · h5 negres peó · b4 blanques peó · h4 blanques peó · e2 black cross · e1 blanques rei | e8 negres rei · b5 negres peó · h5 negres peó · b4 blanques peó · h4 blanques peó · e2 black cross · e1 blanques rei | e8 negres rei · b5 negres peó · h5 negres peó · b4 blanques peó · h4 blanques peó · e2 black cross · e1 blanques rei | 5 |
| 4 | e8 negres rei · b5 negres peó · h5 negres peó · b4 blanques peó · h4 blanques peó · e2 black cross · e1 blanques rei | e8 negres rei · b5 negres peó · h5 negres peó · b4 blanques peó · h4 blanques peó · e2 black cross · e1 blanques rei | e8 negres rei · b5 negres peó · h5 negres peó · b4 blanques peó · h4 blanques peó · e2 black cross · e1 blanques rei | e8 negres rei · b5 negres peó · h5 negres peó · b4 blanques peó · h4 blanques peó · e2 black cross · e1 blanques rei | e8 negres rei · b5 negres peó · h5 negres peó · b4 blanques peó · h4 blanques peó · e2 black cross · e1 blanques rei | e8 negres rei · b5 negres peó · h5 negres peó · b4 blanques peó · h4 blanques peó · e2 black cross · e1 blanques rei | e8 negres rei · b5 negres peó · h5 negres peó · b4 blanques peó · h4 blanques peó · e2 black cross · e1 blanques rei | e8 negres rei · b5 negres peó · h5 negres peó · b4 blanques peó · h4 blanques peó · e2 black cross · e1 blanques rei | 4 |
| 3 | e8 negres rei · b5 negres peó · h5 negres peó · b4 blanques peó · h4 blanques peó · e2 black cross · e1 blanques rei | e8 negres rei · b5 negres peó · h5 negres peó · b4 blanques peó · h4 blanques peó · e2 black cross · e1 blanques rei | e8 negres rei · b5 negres peó · h5 negres peó · b4 blanques peó · h4 blanques peó · e2 black cross · e1 blanques rei | e8 negres rei · b5 negres peó · h5 negres peó · b4 blanques peó · h4 blanques peó · e2 black cross · e1 blanques rei | e8 negres rei · b5 negres peó · h5 negres peó · b4 blanques peó · h4 blanques peó · e2 black cross · e1 blanques rei | e8 negres rei · b5 negres peó · h5 negres peó · b4 blanques peó · h4 blanques peó · e2 black cross · e1 blanques rei | e8 negres rei · b5 negres peó · h5 negres peó · b4 blanques peó · h4 blanques peó · e2 black cross · e1 blanques rei | e8 negres rei · b5 negres peó · h5 negres peó · b4 blanques peó · h4 blanques peó · e2 black cross · e1 blanques rei | 3 |
| 2 | e8 negres rei · b5 negres peó · h5 negres peó · b4 blanques peó · h4 blanques peó · e2 black cross · e1 blanques rei | e8 negres rei · b5 negres peó · h5 negres peó · b4 blanques peó · h4 blanques peó · e2 black cross · e1 blanques rei | e8 negres rei · b5 negres peó · h5 negres peó · b4 blanques peó · h4 blanques peó · e2 black cross · e1 blanques rei | e8 negres rei · b5 negres peó · h5 negres peó · b4 blanques peó · h4 blanques peó · e2 black cross · e1 blanques rei | e8 negres rei · b5 negres peó · h5 negres peó · b4 blanques peó · h4 blanques peó · e2 black cross · e1 blanques rei | e8 negres rei · b5 negres peó · h5 negres peó · b4 blanques peó · h4 blanques peó · e2 black cross · e1 blanques rei | e8 negres rei · b5 negres peó · h5 negres peó · b4 blanques peó · h4 blanques peó · e2 black cross · e1 blanques rei | e8 negres rei · b5 negres peó · h5 negres peó · b4 blanques peó · h4 blanques peó · e2 black cross · e1 blanques rei | 2 |
| 1 | e8 negres rei · b5 negres peó · h5 negres peó · b4 blanques peó · h4 blanques peó · e2 black cross · e1 blanques rei | e8 negres rei · b5 negres peó · h5 negres peó · b4 blanques peó · h4 blanques peó · e2 black cross · e1 blanques rei | e8 negres rei · b5 negres peó · h5 negres peó · b4 blanques peó · h4 blanques peó · e2 black cross · e1 blanques rei | e8 negres rei · b5 negres peó · h5 negres peó · b4 blanques peó · h4 blanques peó · e2 black cross · e1 blanques rei | e8 negres rei · b5 negres peó · h5 negres peó · b4 blanques peó · h4 blanques peó · e2 black cross · e1 blanques rei | e8 negres rei · b5 negres peó · h5 negres peó · b4 blanques peó · h4 blanques peó · e2 black cross · e1 blanques rei | e8 negres rei · b5 negres peó · h5 negres peó · b4 blanques peó · h4 blanques peó · e2 black cross · e1 blanques rei | e8 negres rei · b5 negres peó · h5 negres peó · b4 blanques peó · h4 blanques peó · e2 black cross · e1 blanques rei | 1 |
|   | a | b | c | d | e | f | g | h |   |

L'oposició distant es produeix quan els reis s'acaren des d'una gran distància. Si hi ha un nombre senar de caselles entre els reis, el jugador que no té el torn té l'oposició (distant). Igualment com a l'oposició diagonal, aquesta es converteix sovint en oposició directa, com al diagrama de la dreta (Capablanca & de Firmian 2006:41):
1. Re2 (les blanques prenen l'oposició distant)  ... Re7
2. Re3 Re6
3. Re4 (pren l'oposició directa, i ara les negres s'han de fer a un costat) Rd6 (... Rf6 permetria la corresponent Rf4!)
4. Rd4! (Rf5 faria que ambdós peons coronessin) Rc6  (... Re6 5. Rc5 i hi ha via lliure per a la carrera cap a la promoció)
5. Re5 (i les blanques poden triar quin peó guanyar, i llavors usar-lo com a peó passat allunyat fins i tot en cas que no el puguin coronar directament)

Les negres poden ser hàbils i triar
1. ... Rf8 i si
2. Re3 llavors Re7 i ara les negres tindrien l'oposició distant i farien taules. Igualment passaria amb 2.Rf3 Rf7.

Les blanques, en canvi, haurien de recordar que l'esperit de l'oposició és penetrar, de manera que haurien de fer una volta amb
1. ... Rf8
2. Rd3! Re7 (si no les blanques penetren amb Rc5, i guanyarien la carrera per la coronació)
3. Re3! (les blanques tenen novament l'oposició distant i transposen a la línia principal)

### Eina per aprendre
|   | a                                                   | b                                                   | c                                                   | d                                                   | e                                                   | f                                                   | g                                                   | h                                                   |   |
| 8 | g8 negres rei · f1 blanques torre · g1 blanques rei | g8 negres rei · f1 blanques torre · g1 blanques rei | g8 negres rei · f1 blanques torre · g1 blanques rei | g8 negres rei · f1 blanques torre · g1 blanques rei | g8 negres rei · f1 blanques torre · g1 blanques rei | g8 negres rei · f1 blanques torre · g1 blanques rei | g8 negres rei · f1 blanques torre · g1 blanques rei | g8 negres rei · f1 blanques torre · g1 blanques rei | 8 |
| 7 | g8 negres rei · f1 blanques torre · g1 blanques rei | g8 negres rei · f1 blanques torre · g1 blanques rei | g8 negres rei · f1 blanques torre · g1 blanques rei | g8 negres rei · f1 blanques torre · g1 blanques rei | g8 negres rei · f1 blanques torre · g1 blanques rei | g8 negres rei · f1 blanques torre · g1 blanques rei | g8 negres rei · f1 blanques torre · g1 blanques rei | g8 negres rei · f1 blanques torre · g1 blanques rei | 7 |
| 6 | g8 negres rei · f1 blanques torre · g1 blanques rei | g8 negres rei · f1 blanques torre · g1 blanques rei | g8 negres rei · f1 blanques torre · g1 blanques rei | g8 negres rei · f1 blanques torre · g1 blanques rei | g8 negres rei · f1 blanques torre · g1 blanques rei | g8 negres rei · f1 blanques torre · g1 blanques rei | g8 negres rei · f1 blanques torre · g1 blanques rei | g8 negres rei · f1 blanques torre · g1 blanques rei | 6 |
| 5 | g8 negres rei · f1 blanques torre · g1 blanques rei | g8 negres rei · f1 blanques torre · g1 blanques rei | g8 negres rei · f1 blanques torre · g1 blanques rei | g8 negres rei · f1 blanques torre · g1 blanques rei | g8 negres rei · f1 blanques torre · g1 blanques rei | g8 negres rei · f1 blanques torre · g1 blanques rei | g8 negres rei · f1 blanques torre · g1 blanques rei | g8 negres rei · f1 blanques torre · g1 blanques rei | 5 |
| 4 | g8 negres rei · f1 blanques torre · g1 blanques rei | g8 negres rei · f1 blanques torre · g1 blanques rei | g8 negres rei · f1 blanques torre · g1 blanques rei | g8 negres rei · f1 blanques torre · g1 blanques rei | g8 negres rei · f1 blanques torre · g1 blanques rei | g8 negres rei · f1 blanques torre · g1 blanques rei | g8 negres rei · f1 blanques torre · g1 blanques rei | g8 negres rei · f1 blanques torre · g1 blanques rei | 4 |
| 3 | g8 negres rei · f1 blanques torre · g1 blanques rei | g8 negres rei · f1 blanques torre · g1 blanques rei | g8 negres rei · f1 blanques torre · g1 blanques rei | g8 negres rei · f1 blanques torre · g1 blanques rei | g8 negres rei · f1 blanques torre · g1 blanques rei | g8 negres rei · f1 blanques torre · g1 blanques rei | g8 negres rei · f1 blanques torre · g1 blanques rei | g8 negres rei · f1 blanques torre · g1 blanques rei | 3 |
| 2 | g8 negres rei · f1 blanques torre · g1 blanques rei | g8 negres rei · f1 blanques torre · g1 blanques rei | g8 negres rei · f1 blanques torre · g1 blanques rei | g8 negres rei · f1 blanques torre · g1 blanques rei | g8 negres rei · f1 blanques torre · g1 blanques rei | g8 negres rei · f1 blanques torre · g1 blanques rei | g8 negres rei · f1 blanques torre · g1 blanques rei | g8 negres rei · f1 blanques torre · g1 blanques rei | 2 |
| 1 | g8 negres rei · f1 blanques torre · g1 blanques rei | g8 negres rei · f1 blanques torre · g1 blanques rei | g8 negres rei · f1 blanques torre · g1 blanques rei | g8 negres rei · f1 blanques torre · g1 blanques rei | g8 negres rei · f1 blanques torre · g1 blanques rei | g8 negres rei · f1 blanques torre · g1 blanques rei | g8 negres rei · f1 blanques torre · g1 blanques rei | g8 negres rei · f1 blanques torre · g1 blanques rei | 1 |
|   | a                                                   | b                                                   | c                                                   | d                                                   | e                                                   | f                                                   | g                                                   | h                                                   |   |

Aquesta posició és molt similar a l'anterior. Les blanques fan mat, movent la torre només un cop en el procés. La línia principal és:
1. Rg2 (prenent l'oposició distant) Rg7
2. Rg3 Rg6
3. Rg4 Rh6 (i ara el rei negre es veu forçat a fer-se a un costat cap a la columna h, de manera que el blanc pot penetrar per la columna f)
4. Rf5! Rg7 (... Rh5 5.Th1#)
5. Rg5 Rh7
6. Rf6 Rg8 (... Rh8 7. Rf7 Rh7 Th1#)
7. Rg6 Rh8
8. Tf8#

Novament, si les negres són hàbils, poden triar:
1. ... Rh8 (novament, les blanques penetren)
2. Rf3! (Rg3 Rg7; Rh3 Rh7 dona al negre l'oposició distant) Rg7 (Rh7 3. Rf4!)
3. Rg3.

## Propòsit
|   | a | b | c | d | e | f | g | h |   |
| 8 | b6 black circle · e6 negres rei · c5 black circle · c4 blanques peó · d4 blanques rei · e4 black cross | b6 black circle · e6 negres rei · c5 black circle · c4 blanques peó · d4 blanques rei · e4 black cross | b6 black circle · e6 negres rei · c5 black circle · c4 blanques peó · d4 blanques rei · e4 black cross | b6 black circle · e6 negres rei · c5 black circle · c4 blanques peó · d4 blanques rei · e4 black cross | b6 black circle · e6 negres rei · c5 black circle · c4 blanques peó · d4 blanques rei · e4 black cross | b6 black circle · e6 negres rei · c5 black circle · c4 blanques peó · d4 blanques rei · e4 black cross | b6 black circle · e6 negres rei · c5 black circle · c4 blanques peó · d4 blanques rei · e4 black cross | b6 black circle · e6 negres rei · c5 black circle · c4 blanques peó · d4 blanques rei · e4 black cross | 8 |
| 7 | b6 black circle · e6 negres rei · c5 black circle · c4 blanques peó · d4 blanques rei · e4 black cross | b6 black circle · e6 negres rei · c5 black circle · c4 blanques peó · d4 blanques rei · e4 black cross | b6 black circle · e6 negres rei · c5 black circle · c4 blanques peó · d4 blanques rei · e4 black cross | b6 black circle · e6 negres rei · c5 black circle · c4 blanques peó · d4 blanques rei · e4 black cross | b6 black circle · e6 negres rei · c5 black circle · c4 blanques peó · d4 blanques rei · e4 black cross | b6 black circle · e6 negres rei · c5 black circle · c4 blanques peó · d4 blanques rei · e4 black cross | b6 black circle · e6 negres rei · c5 black circle · c4 blanques peó · d4 blanques rei · e4 black cross | b6 black circle · e6 negres rei · c5 black circle · c4 blanques peó · d4 blanques rei · e4 black cross | 7 |
| 6 | b6 black circle · e6 negres rei · c5 black circle · c4 blanques peó · d4 blanques rei · e4 black cross | b6 black circle · e6 negres rei · c5 black circle · c4 blanques peó · d4 blanques rei · e4 black cross | b6 black circle · e6 negres rei · c5 black circle · c4 blanques peó · d4 blanques rei · e4 black cross | b6 black circle · e6 negres rei · c5 black circle · c4 blanques peó · d4 blanques rei · e4 black cross | b6 black circle · e6 negres rei · c5 black circle · c4 blanques peó · d4 blanques rei · e4 black cross | b6 black circle · e6 negres rei · c5 black circle · c4 blanques peó · d4 blanques rei · e4 black cross | b6 black circle · e6 negres rei · c5 black circle · c4 blanques peó · d4 blanques rei · e4 black cross | b6 black circle · e6 negres rei · c5 black circle · c4 blanques peó · d4 blanques rei · e4 black cross | 6 |
| 5 | b6 black circle · e6 negres rei · c5 black circle · c4 blanques peó · d4 blanques rei · e4 black cross | b6 black circle · e6 negres rei · c5 black circle · c4 blanques peó · d4 blanques rei · e4 black cross | b6 black circle · e6 negres rei · c5 black circle · c4 blanques peó · d4 blanques rei · e4 black cross | b6 black circle · e6 negres rei · c5 black circle · c4 blanques peó · d4 blanques rei · e4 black cross | b6 black circle · e6 negres rei · c5 black circle · c4 blanques peó · d4 blanques rei · e4 black cross | b6 black circle · e6 negres rei · c5 black circle · c4 blanques peó · d4 blanques rei · e4 black cross | b6 black circle · e6 negres rei · c5 black circle · c4 blanques peó · d4 blanques rei · e4 black cross | b6 black circle · e6 negres rei · c5 black circle · c4 blanques peó · d4 blanques rei · e4 black cross | 5 |
| 4 | b6 black circle · e6 negres rei · c5 black circle · c4 blanques peó · d4 blanques rei · e4 black cross | b6 black circle · e6 negres rei · c5 black circle · c4 blanques peó · d4 blanques rei · e4 black cross | b6 black circle · e6 negres rei · c5 black circle · c4 blanques peó · d4 blanques rei · e4 black cross | b6 black circle · e6 negres rei · c5 black circle · c4 blanques peó · d4 blanques rei · e4 black cross | b6 black circle · e6 negres rei · c5 black circle · c4 blanques peó · d4 blanques rei · e4 black cross | b6 black circle · e6 negres rei · c5 black circle · c4 blanques peó · d4 blanques rei · e4 black cross | b6 black circle · e6 negres rei · c5 black circle · c4 blanques peó · d4 blanques rei · e4 black cross | b6 black circle · e6 negres rei · c5 black circle · c4 blanques peó · d4 blanques rei · e4 black cross | 4 |
| 3 | b6 black circle · e6 negres rei · c5 black circle · c4 blanques peó · d4 blanques rei · e4 black cross | b6 black circle · e6 negres rei · c5 black circle · c4 blanques peó · d4 blanques rei · e4 black cross | b6 black circle · e6 negres rei · c5 black circle · c4 blanques peó · d4 blanques rei · e4 black cross | b6 black circle · e6 negres rei · c5 black circle · c4 blanques peó · d4 blanques rei · e4 black cross | b6 black circle · e6 negres rei · c5 black circle · c4 blanques peó · d4 blanques rei · e4 black cross | b6 black circle · e6 negres rei · c5 black circle · c4 blanques peó · d4 blanques rei · e4 black cross | b6 black circle · e6 negres rei · c5 black circle · c4 blanques peó · d4 blanques rei · e4 black cross | b6 black circle · e6 negres rei · c5 black circle · c4 blanques peó · d4 blanques rei · e4 black cross | 3 |
| 2 | b6 black circle · e6 negres rei · c5 black circle · c4 blanques peó · d4 blanques rei · e4 black cross | b6 black circle · e6 negres rei · c5 black circle · c4 blanques peó · d4 blanques rei · e4 black cross | b6 black circle · e6 negres rei · c5 black circle · c4 blanques peó · d4 blanques rei · e4 black cross | b6 black circle · e6 negres rei · c5 black circle · c4 blanques peó · d4 blanques rei · e4 black cross | b6 black circle · e6 negres rei · c5 black circle · c4 blanques peó · d4 blanques rei · e4 black cross | b6 black circle · e6 negres rei · c5 black circle · c4 blanques peó · d4 blanques rei · e4 black cross | b6 black circle · e6 negres rei · c5 black circle · c4 blanques peó · d4 blanques rei · e4 black cross | b6 black circle · e6 negres rei · c5 black circle · c4 blanques peó · d4 blanques rei · e4 black cross | 2 |
| 1 | b6 black circle · e6 negres rei · c5 black circle · c4 blanques peó · d4 blanques rei · e4 black cross | b6 black circle · e6 negres rei · c5 black circle · c4 blanques peó · d4 blanques rei · e4 black cross | b6 black circle · e6 negres rei · c5 black circle · c4 blanques peó · d4 blanques rei · e4 black cross | b6 black circle · e6 negres rei · c5 black circle · c4 blanques peó · d4 blanques rei · e4 black cross | b6 black circle · e6 negres rei · c5 black circle · c4 blanques peó · d4 blanques rei · e4 black cross | b6 black circle · e6 negres rei · c5 black circle · c4 blanques peó · d4 blanques rei · e4 black cross | b6 black circle · e6 negres rei · c5 black circle · c4 blanques peó · d4 blanques rei · e4 black cross | b6 black circle · e6 negres rei · c5 black circle · c4 blanques peó · d4 blanques rei · e4 black cross | 1 |
|   | a | b | c | d | e | f | g | h |   |

Iuri Averbakh va assenyalar que l'oposició és un mitjà per a un fi; la finalitat és la penetració fins a una casella clau (Averbakh 1987:5). Pot tractar-se d'una casella davant del peó, de manera que el rei el pugui guiar cap a la cassella de coronació, o fins a una zona crítica on guanyar un peó rival bloquejat. Al diagrama de la dreta, les blanques haurien de jugar 1. Rc5; prendre l'oposició amb 1. Re4 fa taules.
La segona posició mostra un exemple més simple. Si les blanques prenen l'oposició amb 1. Re6 no progressen. El moviment guanyador és 1. Rc7 (vegeu final de rei i peó contra rei).
|   | a                                                 | b                                                 | c                                                 | d                                                 | e                                                 | f                                                 | g                                                 | h                                                 |   |
| 8 | e8 negres rei · d6 blanques rei · d5 blanques peó | e8 negres rei · d6 blanques rei · d5 blanques peó | e8 negres rei · d6 blanques rei · d5 blanques peó | e8 negres rei · d6 blanques rei · d5 blanques peó | e8 negres rei · d6 blanques rei · d5 blanques peó | e8 negres rei · d6 blanques rei · d5 blanques peó | e8 negres rei · d6 blanques rei · d5 blanques peó | e8 negres rei · d6 blanques rei · d5 blanques peó | 8 |
| 7 | e8 negres rei · d6 blanques rei · d5 blanques peó | e8 negres rei · d6 blanques rei · d5 blanques peó | e8 negres rei · d6 blanques rei · d5 blanques peó | e8 negres rei · d6 blanques rei · d5 blanques peó | e8 negres rei · d6 blanques rei · d5 blanques peó | e8 negres rei · d6 blanques rei · d5 blanques peó | e8 negres rei · d6 blanques rei · d5 blanques peó | e8 negres rei · d6 blanques rei · d5 blanques peó | 7 |
| 6 | e8 negres rei · d6 blanques rei · d5 blanques peó | e8 negres rei · d6 blanques rei · d5 blanques peó | e8 negres rei · d6 blanques rei · d5 blanques peó | e8 negres rei · d6 blanques rei · d5 blanques peó | e8 negres rei · d6 blanques rei · d5 blanques peó | e8 negres rei · d6 blanques rei · d5 blanques peó | e8 negres rei · d6 blanques rei · d5 blanques peó | e8 negres rei · d6 blanques rei · d5 blanques peó | 6 |
| 5 | e8 negres rei · d6 blanques rei · d5 blanques peó | e8 negres rei · d6 blanques rei · d5 blanques peó | e8 negres rei · d6 blanques rei · d5 blanques peó | e8 negres rei · d6 blanques rei · d5 blanques peó | e8 negres rei · d6 blanques rei · d5 blanques peó | e8 negres rei · d6 blanques rei · d5 blanques peó | e8 negres rei · d6 blanques rei · d5 blanques peó | e8 negres rei · d6 blanques rei · d5 blanques peó | 5 |
| 4 | e8 negres rei · d6 blanques rei · d5 blanques peó | e8 negres rei · d6 blanques rei · d5 blanques peó | e8 negres rei · d6 blanques rei · d5 blanques peó | e8 negres rei · d6 blanques rei · d5 blanques peó | e8 negres rei · d6 blanques rei · d5 blanques peó | e8 negres rei · d6 blanques rei · d5 blanques peó | e8 negres rei · d6 blanques rei · d5 blanques peó | e8 negres rei · d6 blanques rei · d5 blanques peó | 4 |
| 3 | e8 negres rei · d6 blanques rei · d5 blanques peó | e8 negres rei · d6 blanques rei · d5 blanques peó | e8 negres rei · d6 blanques rei · d5 blanques peó | e8 negres rei · d6 blanques rei · d5 blanques peó | e8 negres rei · d6 blanques rei · d5 blanques peó | e8 negres rei · d6 blanques rei · d5 blanques peó | e8 negres rei · d6 blanques rei · d5 blanques peó | e8 negres rei · d6 blanques rei · d5 blanques peó | 3 |
| 2 | e8 negres rei · d6 blanques rei · d5 blanques peó | e8 negres rei · d6 blanques rei · d5 blanques peó | e8 negres rei · d6 blanques rei · d5 blanques peó | e8 negres rei · d6 blanques rei · d5 blanques peó | e8 negres rei · d6 blanques rei · d5 blanques peó | e8 negres rei · d6 blanques rei · d5 blanques peó | e8 negres rei · d6 blanques rei · d5 blanques peó | e8 negres rei · d6 blanques rei · d5 blanques peó | 2 |
| 1 | e8 negres rei · d6 blanques rei · d5 blanques peó | e8 negres rei · d6 blanques rei · d5 blanques peó | e8 negres rei · d6 blanques rei · d5 blanques peó | e8 negres rei · d6 blanques rei · d5 blanques peó | e8 negres rei · d6 blanques rei · d5 blanques peó | e8 negres rei · d6 blanques rei · d5 blanques peó | e8 negres rei · d6 blanques rei · d5 blanques peó | e8 negres rei · d6 blanques rei · d5 blanques peó | 1 |
|   | a                                                 | b                                                 | c                                                 | d                                                 | e                                                 | f                                                 | g                                                 | h                                                 |   |